# کانتون برن
کانتون برن (به آلمانی: Kanton Bern) دومین کانتون بزرگ سوئیس از لحاظ جمعیت و مساحت است. این کانتون در مرکز غربی سوئیس قرار دارد. مساحتش ۵٬۹۵۹٫۴۴ کیلومتر مربع و جمعیت آن طبق سرشماری سال ۲۰۱۱ میلادی، ۹۸۵٬۰۴۶ نفر بوده‌است.